# Nirvana (film)
Nirvana è un film del 1997 diretto da Gabriele Salvatores. 
Coproduzione italo-francese con un cast internazionale, è un film di fantascienza a tema cyberpunk, che utilizza in modo massiccio effetti speciali generati al computer e vede come principali interpreti Diego Abatantuono e Christopher Lambert.
Fu presentato fuori concorso al Festival di Cannes 1997.
Malgrado le critiche contrastanti, è stata la pellicola di maggiore successo commerciale del regista.
Nel 2016 è presente nella sezione Cose che verranno del 34° Torino Film Festival in una versione restaurata dalla Cineteca Nazionale.

## Trama
Nell'Agglomerato del Nord, un tentacolare scenario urbano, in un futuro non troppo lontano, a pochi giorni dall'uscita sul mercato per Natale di un nuovo videogioco a controllo mentale chiamato Nirvana, la copia originale in possesso di Jimi Dini, il programmatore del gioco, viene infettata da un virus. L'infezione fa prendere coscienza della propria esistenza al personaggio principale del gioco, Solo, che si mette in contatto con Jimi e gli chiede di rivelargli chi sia in realtà. Il programmatore si vede quindi costretto a svelare la sua natura di essere virtuale a Solo, che quindi gli chiede di essere cancellato, in quanto non intende essere replicato in migliaia di copie e venduto in tutto il mondo.
Jimi intraprende allora un viaggio nelle zone periferiche degradate della città per riuscire a trovare qualcuno capace di fornirgli un virus che gli permetta di introdursi nei sistemi della Okosama Starr, la compagnia per cui lui lavora, la quale conserva la versione originale di Nirvana nei suoi sistemi di archiviazione, e cancellare il gioco, ma anche per ritrovare Lisa, una ragazza che amava e che lo aveva improvvisamente abbandonato l'anno prima, sparendo da quelle parti.
Jimi incontra Joystick, un personaggio che conosce bene le periferie della città e che lo aiuta a muoversi nei bassifondi. Il rapporto tra i due personaggi all'inizio sembra molto amichevole, grazie alla comune amicizia con Lisa, anche se Jimi è costretto sempre a pagare per l'altro; in seguito la loro amicizia si deteriora quando Joystick sembra approfittare della benevolenza di Jimi, soprattutto per avere i soldi per comprarsi delle nuove iridi artificiali (era stato costretto a vendere gli occhi per racimolare qualche soldo).
Durante il viaggio riescono ad incontrare un "angelo", ossia un hacker che li aiuterà nella loro impresa: Naima, ragazza dai capelli blu con un "ingresso dati" all'altezza del sopracciglio. Naima non solo consente a Jimi di infiltrarsi nel database della società, ma anche di scoprire alcuni lati oscuri di Lisa (che si è scoperto essere morta da tempo, e Naima se ne fa caricare nella mente i ricordi) e di ritrovare la serenità.
Attraverso il terminale di una stanza d'albergo, i tre penetrano nel cuore della Okosama Starr e, prima di cancellare il gioco, trasferiscono milioni di denaro sporco conservati nel database ai conti di conoscenti e amici e il restante agli abitanti delle periferie ed a loro stessi. Il loro accesso non autorizzato, però, viene scoperto. Joystick e Naima scappano, ormai ricchi, mentre Jimi decide di restare per onorare la promessa fatta a Solo e cancellare Nirvana. L'operazione va a buon fine, ma Jimi perde troppo tempo precludendosi ogni via di fuga: gli uomini della Okosama Starr, armati, fanno irruzione nella stanza, e Jimi spara contro di loro, ma alla fine il destino del protagonista non viene rivelato. Al termine del film la pellicola si riavvolge, volendo quasi far credere che anche tutta la vicenda di sia in realtà un videogioco, tornato all'inizio a causa della sconfitta del protagonista.

## Temi
Il film si richiama, per ambientazione, temi ed estetica, al romanzo Neuromante di William Gibson e a pellicole come Blade Runner (Ridley Scott, 1982), Johnny Mnemonic (Robert Longo, 1995) e Strange Days (Kathryn Bigelow, 1995). I temi più strettamente filosofici - il senso di un'esistenza mediata e generata in un ambiente artificiale - ricordano quelli dei romanzi di Philip K. Dick, del film Disney Tron (1982) e anticipano quelli del film Matrix (1999) dei fratelli Wachowski.

## Produzione
Il film è stato girato quasi interamente nel quartiere Portello di Milano, nei vecchi stabilimenti dell'Alfa Romeo trasformati per l'occasione in set cinematografico. Le riprese durarono da aprile al 7 luglio 1996.
Il film conta la presenza in piccoli camei di numerosi attori italiani, tra cui Silvio Orlando, Paolo Rossi, Bebo Storti, Valerio Staffelli e Claudio Bisio. La dea Kālī, adamitica icona pubblicitaria del videogioco creato da Jimi Dini e dello stesso film, è interpretata da una irriconoscibile Luisa Corna.

## Distribuzione
Il film è uscito nelle sale italiane il 24 gennaio 1997.

## Accoglienza

### Incassi
Il film, che ebbe un incasso di oltre 15 miliardi di lire, riscosse un notevole successo commerciale in Italia, dove in due mesi fu visto da 5 milioni di spettatori e totalizzò l'undicesimo incasso assoluto della stagione cinematografica 1996-1997, mentre a livello internazionale, invece, riscontrò un'accoglienza decisamente meno calorosa e al di sotto delle aspettative della produzione. La critica, in via generale, si dimostrò poco benigna, soprattutto se confrontata con i giudizi critici alle precedenti pellicole del regista.
Secondo il regista Gabriele Muccino in una intervista del 2003, Nirvana è stato il film di maggiore successo commerciale di Salvatores. È stato probabilmente il film italiano di fantascienza drammatico (anche considerando le coproduzioni) di maggiore successo commerciale.

### Critica
(Avvenire, Francesco Bolzoni, 24/1/97)
(La Gazzetta del Mezzogiorno, Oscar Iarussi, 24/1/97)
(Fantafilm)

## Riconoscimenti
- 1997 - David di Donatello[13]
  - Miglior sonoro di presa diretta a Tullio Morganti
  - Nomination Miglior film
  - Nomination Miglior regista a Gabriele Salvatores
  - Nomination Migliore sceneggiatura a Pino Cacucci, Gloria Corica e Gabriele Salvatores
  - Nomination Miglior produttore a Vittorio Cecchi Gori, Rita Cecchi Gori e Maurizio Totti
  - Nomination Migliore attore protagonista a Sergio Rubini
  - Nomination Migliore attore non protagonista a Diego Abatantuono
  - Nomination Miglior fotografia a Italo Petriccione
- 1998 - Nastro d'argento
  - Nomination Miglior produttore a Vittorio Cecchi Gori, Rita Cecchi Gori e Maurizio Totti
  - Nomination Migliore attrice non protagonista a Amanda Sandrelli
  - Nomination Migliore fotografia a Italo Petriccione
  - Nomination Migliore scenografia a Giancarlo Basili
  - Nomination Miglior costumi a Patrizia Chericoni
- 1997 - Globo d'oro
  - Nomination Miglior musica a Mauro Pagani e Federico De Robertis
- 1997 - Ciak d'oro
  - Migliore attore non protagonista a Sergio Rubini[14]
  - Migliore attrice non protagonista a Stefania Rocca[14]
  - Migliore scenografia a Giancarlo Basili[14]
  - Migliore manifesto[14]
- 1997 - Premio Flaiano
  - Miglior regista a Gabriele Salvatores

Il film fu candidato come miglior film al Festival Internazionale del Cinema di Porto (festival del cinema fantastico) in Portogallo.
Il film varrà a Salvatores un premio Urania Argento alla carriera nel 2013.

## Colonna sonora
La colonna sonora del film venne pubblicata nel 1997 dall'etichetta musicale Mercury Records e prodotta da Mauro Pagani e Federico De Robertis, ai quali si devono anche quindici delle diciassette tracce presenti nell'album. La prima traccia è cantata da Raiz (Rino Della Volpe) degli Almamegretta, mentre la terza, John Barleycorn (must die), è tratta dall'album John Barleycorn Must Die dei Traffic. Sono presenti inoltre due brani della punk band statunitense Nofx: Reeko e Scavenger Type, entrambi dall'album Punk in Drublic.
Alla sua uscita il CD raggiunse il secondo posto nelle classifiche di vendita dedicate alle colonne sonore, oltre a far guadagnare a Pagani e De Robertis una candidatura al David di Donatello nella categoria miglior musicista.

## Videogioco
Fu prodotto un videogioco basato sul film, intitolato Nirvana X-ROM e pubblicato nel 1996.